# 紅心王后 (愛麗絲夢遊仙境)
红心王后（英語：Queen of Hearts，也译作红心皇后或红桃皇后）是1865年刘易斯·卡罗尔所著的《爱丽丝梦游仙境》中的虚构人物。她是一个脾气暴躁的君主，卡罗尔形容她为“盲目的狂怒者”。别人只要稍有过失，她就会迅速判其死刑。她最有名的一句话是经常重复的“砍掉他的头！”（Off with his/her head!）
爱丽丝称“她不过是扑克牌中的一张牌，但不知何故可以说话。”她和丈夫红心国王在一起是故事中的统治者。
尽管两者截然不同，人们还是经常会把她和1871年续作《愛麗絲鏡中奇遇》中的红皇后搞混。鏡中期遇裡的紅白皇后，是來自西洋棋局遊戲，而本頁所示之紅心皇后，來自撲克牌遊戲。兩者個性亦有差別，作者曾在《舞台上的愛麗絲(Alice on the Stage)》表示，紅心皇后的特質為無法控制的熱忱、盲目且漫無目標的狂怒者；而紅皇后的憤怒較為冷靜，正式且嚴厲。